# Hélène Alexandridis
Hélène Alexandridis est une actrice française.
Elle a été formée au Conservatoire national supérieur d'art dramatique.

## Théâtre
- 1983 : Alice par d'obscurs chemins de Roger Planchon, mise en scène de l'auteur, TNP Villeurbanne
- 1983 : Où boivent les vaches de Roland Dubillard, mise en scène Roger Planchon, TNP Villeurbanne
- 1985 : Intérieur de Maurice Maeterlinck, mise en scène Claude Régy, Théâtre national de Strasbourg, Théâtre Gérard-Philipe
- 1986 : Les Acteurs de bonne foi et La Méprise de Marivaux, mise en scène Philippe Adrien, CNSAD, Théâtre de l'Athénée-Louis-Jouvet
- 1987 : Une année sans été de Catherine Anne, mise en scène de l'auteur, Théâtre de la Bastille, Théâtre Artistic Athévains - Louisette
- 1988 : Une année sans été de Catherine Anne, mise en scène de l'auteur, Théâtre national de Strasbourg, Théâtre 140, tournée - Louisette
- 1988 : Temporairement épuisé d'Hubert Colas, mise en scène de l'auteur, Théâtre de la Bastille, Paris
- 1989 : L'Amie de leurs femmes de Luigi Pirandello, mise en scène Jean-Michel Rabeux, Théâtre de l'Athénée-Louis-Jouvet, Paris
- 1989 : La Bonne Mère de Carlo Goldoni, mise en scène Jacques Lassalle, Théâtre national de Strasbourg
- 1989 : Éclats de Catherine Anne, mise en scène de l'auteur, Festival d'Avignon, Théâtre Paris-Villette, TNS, Les Gémeaux, TNP Villeurbanne, Théâtre Edwige-Feuillère, Théâtre Sorano, tournée - Lise
- 1990 : Le Cerceau de Victor Slavkine, mise en scène Claude Régy, Théâtre Nanterre-Amandiers - Nadia
- 1991 : Britannicus de Jean Racine, mise en scène Alain Françon, Théâtre du Huitième (Lyon), Théâtre Daniel-Sorano, Théâtre des Treize Vents - Junie
- 1994 : Les Estivants de Maxime Gorki, mise en scène Lluís Pasqual (es), Odéon-Théâtre de l'Europe - Varvara
- 1994 : La Terrible Voix de Satan de Gregory Motton, mise en scène Claude Régy, Théâtre Gérard-Philipe, Théâtre Vidy-Lausanne, Le Volcan
- 1996 : Ange des peupliers de Jean-Pierre Milovanoff, mise en scène Laurence Mayor, Rencontres d'été de la Chartreuse (Villeneuve-lès-Avignon) - l'ange
- 1996 : Conversations entre onze heures et minuit d'après Honoré de Balzac, mise en scène Gilberte Tsaï, MC93 Bobigny
- 1996 : L'Idiot d'après Fiodor Dostoïevski, mise en scène Joël Jouanneau, Théâtre national de Strasbourg
- 1996 : Il ne faut jurer de rien d'Alfred de Musset, mise en scène Yves Beaunesne, Maison des arts et de la culture André Malraux, Le Volcan, Théâtre Vidy-Lausanne
- 1998 : Il ne faut jurer de rien d'Alfred de Musset, mise en scène Yves Beaunesne, Les Gémeaux, TNP Villeurbanne
- 1998 : Encyclopédie des morts d'après Danilo Kiš, mise en scène Thierry Bédard, Théâtre Gérard-Philipe, Saint-Denis
- 1999 : Encyclopédie des morts d'après Danilo Kiš, mise en scène Thierry Bédard, Théâtre des Treize Vents
- 2000 : La prochaine fois que je viendrai au monde, conception et mise en scène Jacques Nichet, Théâtre national de Toulouse Midi-Pyrénées, Festival d'Avignon
- 2001 : Au but de Thomas Bernhard, mise en scène Marie-Louise Bischofberger, MC93 Bobigny
- 2002 : La prochaine fois que je viendrai au monde, conception et mise en scène Jacques Nichet, Théâtre Vidy-Lausanne, Théâtre des Abbesses à Paris
- 2002 : Nannie sort ce soir de Sean O'Casey, mise en scène Marc François, Théâtre de Gennevilliers, Théâtre national de Strasbourg - Irish Nannie
- 2003 : La Mère de Stanislaw Ignacy Witkiewicz, mise en scène Marc Paquien, Théâtre Gérard-Philipe
- 2004 : Derniers remords avant l'oubli de Jean-Luc Lagarce, mise en scène Jean-Pierre Vincent, Odéon-Théâtre de l'Europe-Ateliers Berthier, Théâtre national de Strasbourg - Anne
- 2004 : Le Belvédère d'Ödön von Horváth, mise en scène Jacques Vincey, CDDB-Théâtre de Lorient
- 2005 : Le Belvédère d'Ödön von Horváth, mise en scène Jacques Vincey, Théâtre Dijon-Bourgogne, Dieppe-Scène nationale, Théâtre des 2 Rives, CDN deThionville, L'Hexagone (Meylan), théâtre municipal de Grand-Couronne
- 2005 : Le Chant du cygne et Platonov d'Anton Tchekhov, mise en scène Alain Françon, Théâtre national de la Colline - Alexandra Ivanovna
- 2006 : Le Belvédère d'Ödön von Horváth, mise en scène Jacques Vincey, Théâtre de Gennevilliers, Maison des arts de Thonon, Théâtre Saragosse (Pau), ACB (Bar-le-Duc), Théâtre Antoine-Vitez (Aix-en-Provence)
- 2006 : Pœub de Serge Valletti, mise en scène Michel Didym, Théâtre des Célestins, TNN, La Criée, Le Cratère (Alès), Théâtre national de la Colline, Le Volcan, Théâtre de Cornouaille
- 2007 : Dernier caprice de Joël Jouanneau, mise en scène de l'auteur, Théâtre du Jeu de Paume, MCLA, Théâtre Ouvert - Petula Clark
- 2008 : Madame de Sade de Yukio Mishima, mise en scène Jacques Vincey, Le Grand T, Théâtre des Célestins, Théâtre de la Ville, MCA, Comédie de Picardie, TNBA, Théâtre du Nord, La Coursive - Renée, marquise de Sade
- 2009 : La Ville de Martin Crimp, mise en scène Marc Paquien, Théâtre des Abbesses, Théâtre des Célestins, Le Grand T, MCA, Comédie de Picardie, TNBA, Théâtre du Nord, La Coursive
- 2011 : Les affaires sont les affaires d'Octave Mirbeau, mise en scène Marc Paquien, Théâtre du Vieux-Colombier (Comédie-Française) - MMe Isidore Lechat
- 2011 : Les Bonnes de Jean Genet, mise en scène Jacques Vincey, Théâtre des 13 vents, Théâtre national populaire, Nouveau théâtre d'Angers, tournée - Solange
- 2012 : Les Bonnes de Jean Genet, mise en scène Jacques Vincey, Théâtre de l'Athénée-Louis-Jouvet, Théâtre national de Toulouse, La Coursive, MC2, tournée - Solange
- 2012 : Mort d'un commis voyageur d'Arthur Miller, mise en scène Claudia Stavisky, Théâtre des Célestins, Comédie de Picardie
- 2013 : Mort d'un commis voyageur d'Arthur Miller, mise en scène Claudia Stavisky, Théâtre des Célestins, Théâtre des 13 vents, Nouveau théâtre d'Angers, Théâtre national de Nice
- 2013 : Yerma de Federico Garcia Lorca, mise en scène Daniel San Pedro, Théâtre de l'Ouest parisien, Théâtre des Célestins
- 2014 : Mort d'un commis voyageur d'Arthur Miller, mise en scène Claudia Stavisky, Théâtre des Célestins, Lyon
- 2014 : Yvonne, princesse de Bourgogne de Witold Gombrowicz, mise en scène Jacques Vincey, CDR - Tours, NEST, NTA, Comédie de Béthune, Théâtre 71 (Malakoff), TNBA - la reine Marguerite
- 2015 : L'Or et la Paille de Barillet et Gredy, mise en scène Jeanne Herry, Théâtre du Rond-Point, Paris
- 2017 : Tarkovski, le corps du poète, mise en scène Simon Delétang, Théâtre de la Colline, Paris
- 2018 : Vivre sa vie, mise en scène Charles Berling, Théâtre Liberté à Toulon
- 2018 : Birgit garantie UE de Rémi De Vos, mise en scène Marc Paquien
- 2019 : Vivre sa vie, mise en scène Charles Berling, tournée
- 2019-2020 : Berlin mon garçon de Marie NDiaye, mise en scène Stanislas Nordey, Théâtre de l'Odéon,
- 2020 : Les Serpents de Marie NDiaye, mise en scène Jacques Vincey, Théâtre Olympia de Tours, tournée
- 2021 : La Femme au marteau, mise en scène Silvia Costa (nl)
- 2023 : Quartett de Heiner Müller, mise en scène Jacques Vincey, Théâtre Olympia de Tours
- 2024 : Quartett de Heiner Müller, mise en scène Jacques Vincey, tournée
- 2025 : L'Hôtel du libre échange de Georges Feydeau, mise en scène Stanislas Nordey, Théâtre de l'Odéon

## Filmographie

### Cinéma
- 1986 : Thérèse d'Alain Cavalier : Lucie
- 1987 : Le Panorama de Christophe Loizillon (court-métrage)
- 1988 : L'Enfance de l'art de Francis Girod : Juliette
- 1991 : Caroline et ses amies de Thomas Bardinet (court-métrage) : Caroline
- 1993 : Le Linge sale de Muriel Téodori (court-métrage)
- 1999 : La Nouvelle Ève de Catherine Corsini : la femme PS
- 2003 : Elle est des nôtres de Siegrid Alnoy : la vendeuse
- 2004 : Les Revenants de Robin Campillo : la fille du maire
- 2005 : Je ne suis pas là pour être aimé de Stéphane Brizé : la sœur de Françoise
- 2006 : Lady Chatterley de Pascale Ferran : Mrs Bolton
- 2007 : La Clef de Guillaume Nicloux : Muriel
- 2008 : Et moi de Cyprien Vial (court métrage)
- 2013 : 100% cachemire de Valérie Lemercier : la femme du couple d'Angers
- 2013 : Suzanne de Katell Quillévéré : la directrice de l'internat
- 2014 : Elle l'adore de Jeanne Herry : Dabert
- 2015 : Microbe et Gasoil de Michel Gondry : la femme du dentiste
- 2016 : L'Avenir est à nous (court métrage) de Benjamin Guillard : la propriétaire
- 2018 : La Merde (court métrage) de Martin Drouot : Nathalie
- 2018 : Campagne campagne (court métrage) de Vincent Gérard :
- 2019 : Je promets d'être sage de Ronan Le Page : l'antiquaire
- 2021 : Arthur Rambo de Laurent Cantet : Louise de Blossière, l'éditrice
- 2023 : Bonnard, Pierre et Marthe de Martin Provost : Alice Hoschedé
- 2023 : Les Grands moyens de Stanley Woodward
- 2024 : Le Deuxième Acte de Quentin Dupieux : la mère de Florence
- 2025 : Dossier 137 de Dominik Moll

### Télévision
- 1996 : Docteur Sylvestre (série télévisée), épisode Silence hôpital de Christiane Lehérissey : Solange
- 1996 : Julie Lescaut (série télévisée), épisode Propagande noire d'Alain Bonnot : Mlle Pascal
- 1999 : Brigade des mineurs (téléfilm) de Michaëla Watteaux : la mère de Louise
- 2000 : La Laïque (téléfilm) de Maurice Failevic : la femme du maire
- 2002-2004 : Quelle aventure ! (série télévisée), 3 épisodes
- 2006 : L'État de Grace (mini série télévisée) de Pascal Chaumeil : Élisabeth Guignard
- 2009 : Suite noire (série télévisée), épisode La Reine des connes de Guillaume Nicloux : Françoise
- 2014 : Boulevard du Palais (série télévisée), épisode Apprendre deux fois de Jean-Marc Thérin : Jeanne Vanneau
- 2014 : À livre ouvert (série télévisée) de Stéphanie Chuat et Véronique Reymond : Regina
- 2016 : Monsieur Paul (téléfilm) d'Olivier Schatzky : Monique Touvier
- 2016 : Candice Renoir (série télévisée), saison 4, épisodes Loin des yeux, loin du cœur et Telle mère, telle fille de Nicolas Picard-Dreyfuss : Anne-Marie Lacroix
- 2017 : Dix pour cent (série télévisée), saison 2, épisode 6 Juliette de Jeanne Herry : Eva Smith Griffin
- 2017 : Qu'est-ce qu'on attend pour être heureux ? (série télévisée), épisode 5 : Evelyne, la mère de Anna
- 2019 : Double Je (série télévisée), épisode Douleur fantôme d'Akim Isker : Andréa Grénoise
- 2020 : Possessions (série télévisée), créée par Shahar Magen, réalisée par Thomas Vincent : la consule
- 2021 : Noël à tous les étages (téléfilm) réalisé par Gilles Paquet-Brenner : Nadine
- 2022 : Ce que Pauline ne vous dit pas (mini-série) de Rodolphe Tissot : Blandine Borel
- 2022 : Oussekine (mini-série) d'Antoine Chevrollier : Dr. Monique Lecomte
- 2023 : Les Petits meurtres d'Agatha Christie (série télévisée), saison 3, épisode 10 Meurtres au pensionnat de Christophe Douchand : Maya Deloche
- 2025 : Ein Tag im September (téléfilm) de Fred Breinersdorfer : Yvonne de Gaulle

## Distinctions
- Prix du Syndicat de la critique 2004 : meilleure comédienne pour La Mère et Derniers remords avant l'oubli
- Molières 2009 : nomination au Molière de la comédienne dans un second rôle pour Madame de Sade